# Izquierda Andalucista
Izquierda Andalucista (IzAnd) es un partido político español cuyo ámbito territorial se circunscribe a Andalucía, de carácter andalucista fundado en el año 2016 tras la descomposición del Partido Andalucista (PA), que condujo a la formación de numerosos partidos andalucistas. Si bien no cuenta con representación parlamentaria, el partido participa activamente en la coalición Adelante Andalucía, junto a otras formaciones como Anticapitalistas, Defender Andalucía y Primavera Andaluza (este último partido también se formó a raíz de la disolución del PA). En la actualidad, el único cargo público del partido es Santiago Salas, concejal en Palma del Río que abandonó la confluencia local con Podemos para configurar un grupo de Izquierda Andalucista propio.

## Historia
A raíz de los pobres resultados en las elecciones municipales, numerosas personalidades históricas del PA solicitaron a la directiva del partido la disolución formal de la formación. A raíz de la disolución, los distintos sectores ideológicos que conformaban el grueso del partido, fundaron otras entidades de carácter andalucista para continuar con la tarea histórica de los diferentes partidos andalucistas que tuvieron relevancia electoral durante los años 80 y 90. Izquierda Andalucista se formó con sectores ideológicamente situados a la izquierda del oficialismo del PA, además, muy vinculados al mundo de la cultura andaluza como la directora, productora y guionista Pilar Távora, hija del director teatral Salvador Távora.
Desde la tercera asamblea nacional, que se celebró en la localidad cordobesa de Palma del Río, se acordó la construcción de un frente común junto a otros partidos. Dicho acuerdo culminó con la creación de Adelante Andalucía, confluencia electoral en la que convergieron (junto a otras organizaciones de izquierda andalucista, soberanista y socialista) a las elecciones andaluzas de 2018. Finalmente, la coalición consiguió 17 escaños (de un total de 109 escaños) y más de 580.000 votos. A pesar de los resultados, ningún candidato de Izquierda Andalucista fue elegido para representar la posición del partido en el Parlamento de Andalucía.
Junto a Primavera Andaluza, Defender Andalucía y Anticapitalistas Andalucía, se refundó el 26 de junio de 2021 la coalición Adelante Andalucía, con un discurso andalucista y centrando su discurso en el soberanismo, como consecuencia de los conflictos que anteriormente se desarrollaron con Podemos e IU que conllevaron a la disolución de la coalición del primer Adelante Andalucía (2018).
El 27 de noviembre de 2021, Izquierda Andalucista celebró su V Asamblea Nacional, en la que salieron elegidos como coordinadoras nacionales Hayat Abdel-lah Ahmed y Antuan Vargas.
En las elecciones autonómicas del 19 de junio de 2022, IzAnd acudió dentro de la coalición Adelante Andalucía, obteniendo la coalición un total de dos parlamentarias, Maribel Mora por Sevilla y Teresa Rodríguez por Cádiz.
El 25 de septiembre de 2022 se celebró la VI Asamblea Nacional de Izquierda Andalucista, saliendo como nuevos coordinadores nacionales Héctor J. Lagier y Marta Sánchez.
Las Coordinadoras Nacionales de Izquierda Andalucista y Primavera Andaluza, organización liderada por la exsenadora Pilar González, realizaron un acto de fusión en Málaga donde comenzó un proceso constituyente encaminado a la constitución de un nuevo partido donde se integran ambas organizaciones.[cita requerida]

## Elecciones autonómicas
El partido se presentó por primera vez en 2018 dentro de la coalición Adelante Andalucía, y lo volvería a hacer en 2022, por lo que no se puede cuantificar los votos que la formación tendría individualmente, si concurriese en solitario. 

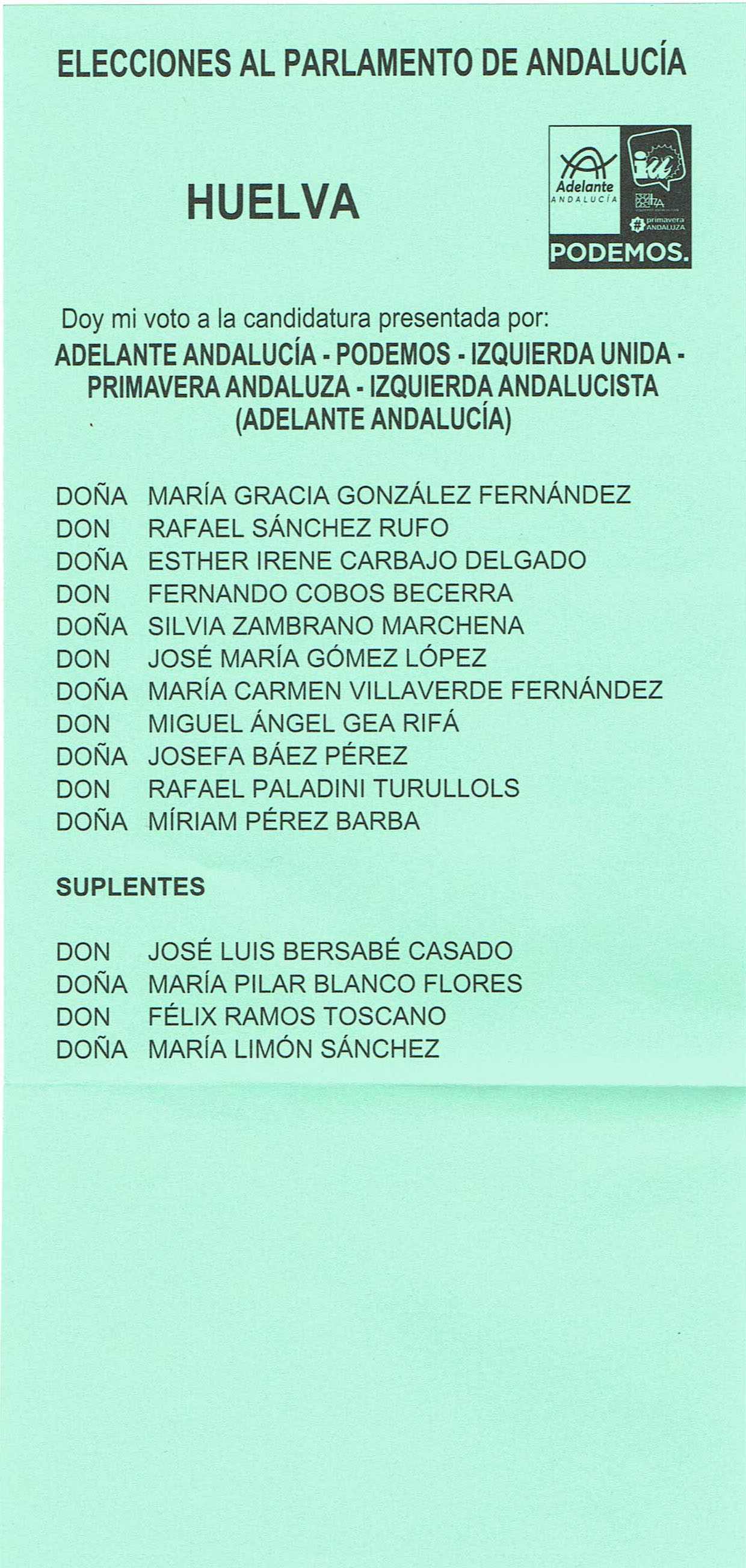
Papeleta electoral.

| Elecciones | Escaños | ±           | Posición | Votos | % | Gobierno  | Líder                                 | Notas                                              |
| ---------- | ------- | ----------- | -------- | ----- | - | --------- | ------------------------------------- | -------------------------------------------------- |
| 2018       | 0/109   | Sin cambios | 4º       | -     | - | Oposición | Pilar Távora                          | Dentro de Adelante Andalucía (17 diputados de 109) |
| 2022       | 0/109   | 15          | 5º       | -     | - | Oposición | Antuan Vargas y Hayat Abdel-lah Ahmed | Dentro de Adelante Andalucía (2 diputados de 109)  |